# Mahlzeit (Radio Luxemburg)
Mahlzeit! Täglich Frisch! war eine Hörfunksendung auf Radio Luxemburg. Sie lief ab 1986 bis Ende April 1988 von Montag bis Freitag von 12 bis 14 Uhr. Die ständigen Moderatoren waren Inga Abel und Hugo Egon Balder.
Die „live aus Düsseldorf“ vor Publikum produzierte Sendung enthielt Sketche, an denen zum Teil prominente Gäste wie Roy Black oder Andy Borg mitwirkten. Sie wurde binnen kurzer Zeit zur meistgehörten Sendung des Senders.
Es entstanden zwei Langspielplatten mit den besten Szenen aus der Sendung. Während die erste LP vor allem Sketche mit den Moderatoren enthielt, widmete sich die zweite Veröffentlichung Szenen mit verschiedenen Prominenten, die an der Sendung als Gast mitgewirkt hatten.